# Sackbrüder
Die Sackbrüder (lateinisch Fratres saccati, italienisch Sacchetti oder Fratres de Poenitentia Jesu Christi; deutsch „Bußbrüder Jesu Christi“) waren ein überregional und sogar international aktiver Bettelorden des 13. Jahrhunderts.

## Geschichte
Gegründet wurde die Ordensgemeinschaft Ende der 1240er Jahre im provencalischen Hyères von Raimund Attanulfi, nachdem dieser bei den Franziskanern abgelehnt worden war. Zu seinen ersten Mitbrüdern zählte Bertrandus de Manara (oder B. d’Almanarre). Beide standen unter dem Einfluss des Predigers Hugo von Digne. Der nach dem Vorbild des Dominikanerordens aufgebaute Orden war zunächst nur auf die Provence beschränkt. In den 1270er Jahren besaß er bereits mehr als 100 Konvente. Durch den Erfolg erhielt der Orden von der Kurie den dritten Rang unter den Bettelorden. Bereits im Jahr 1274 wurde der Orden aufgrund des Zweiten Konzils von Lyon aufgehoben. Die Mitglieder wechselten als „Sackbrüder“ zu weiteren Bettelorden, andere wechselten auch die Ordenszugehörigkeit. Von zahlreichen Spiritualen wurde der Orden der Sackbrüder auch als der von Joachim von Fiore genannte Ordo novus gesehen.

## Der Gründer
Raimund Attanulfi entstammte einem in Hyères ansässigen Adelsgeschlecht und wuchs im Kreis von Notaren, Richtern und Ärzten auf. Seine ersten Kontakte mit einer Ordensgemeinschaft knüpfte Attanulfi mit den Minoriten, wo er das Noviziat begann, jedoch vor der Profess ausschied. Danach versuchte er, nachdem er auch von den Franziskanern abgelehnt wurde, ein Ordensleben auf dem Mont Fenouillet im Massif des Maures bei Hyères aufzubauen. Nach der Ordensgründung folgten nach seinem Vorbild Gemeinschaften in Aix-en-Provence, Montpellier und Tarascon. Das erste Generalkapitel wurde 1251 in Marseille abgehalten und bestand aus dreizehn Konventen. Mitte des 13. Jahrhunderts weitete sich der Orden sprunghaft vom Süden Frankreichs nach Spanien, Italien, England und Deutschland aus. Auf dem ersten Generalkapitel verzichtete Attanulfi auf das Amt des Generalsuperiors und übernahm stattdessen das Priorat in Montpellier. Nach mehreren unfreiwilligen Wechseln an der Ordensspitze wurde Attanulfi im Jahre 1258 zum Ordensoberen gewählt; zu Beginn der 1260er Jahre wurde er von Frater Juvenis abgelöst.